# Jaume Masiá

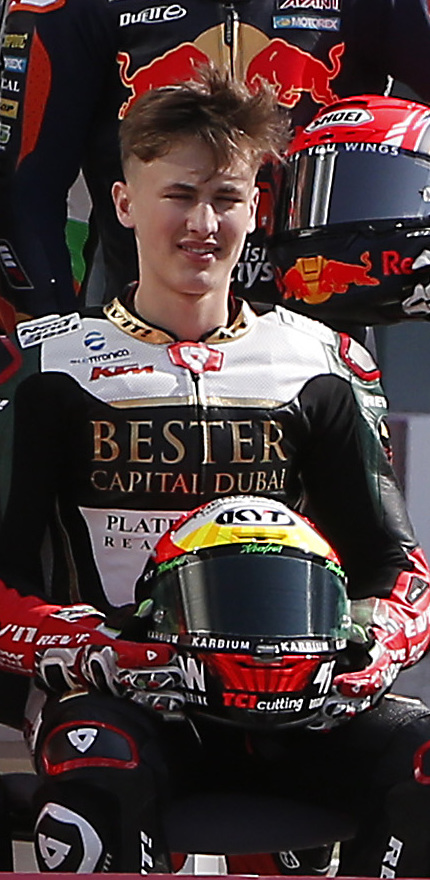
Jaume Masiá

Jaume Masiá Vargas (Algemesí, 31 oktober 2000) is een Spaans motorcoureur. In 2023 werd hij wereldkampioen in de Moto3-klasse van het wereldkampioenschap wegrace.

## Carrière
Masiá maakte op zevenjarige leeftijd zijn debuut in de motorsport. Hij kwam uit in diverse mini-kampioenschappen in nationale en internationale kampioenschappen in landen rond de Middellandse Zee. In 2014 stapte hij over naar de FIM MotoGP Rookies Cup, waarin hij met een zevende plaats in de seizoensopener op het Circuito Permanente de Jerez als beste klassering zeventiende werd in de eindstand met 37 punten. In 2015 reed hij in het Spaanse Moto3-kampioenschap op een Honda en behaalde een podiumplaats op het Motorland Aragón, waardoor hij met 107 punten vijfde werd in het kampioenschap. In 2016 bleef hij actief in dit kampioenschap, maar zakte naar de vijftiende plaats in de eindstand met 34 punten en een vierde plaats op het Circuit de Barcelona-Catalunya als beste resultaat.
In 2017 stapte Masiá binnen de Spaanse Moto3 over naar een KTM. Zijn resultaten verbeterden direct; in de eerste seizoenshelft behaalde hij drie podiumplaatsen en aan het eind van het jaar won hij twee races op Aragón en het Circuit Ricardo Tormo Valencia. Met 142 punten werd hij achter Dennis Foggia tweede in het klassement met 142 punten. Dat jaar debuteerde hij tevens in de Moto3-klasse van het wereldkampioenschap wegrace op een KTM als vervanger van de geblesseerde Darryn Binder tijdens de Grand Prix van Oostenrijk. Hij lag enige tijd aan de leiding van de race, maar eindigde uiteindelijk als negende, waarbij hij tevens de snelste raceronde neerzette. Hij nam dat jaar deel aan vier Grands Prix en scoorde dertien punten, waardoor hij op de 27e plaats eindigde in het kampioenschap.
In 2018 maakte Masiá zijn fulltime debuut in het wereldkampioenschap Moto3 op een KTM. Hij behaalde zijn beste resultaat tijdens de TT Assen met een vierde plaats. In de rest van het seizoen eindigde hij regelmatig in de top 10, maar viel hij ook vaak uit, waardoor hij met 76 punten op de dertiende plaats in het klassement eindigde. In 2019 bleef hij actief in het kampioenschap op een KTM en behaalde tijdens de tweede race in Argentinië zijn eerste Grand Prix-overwinning.

## Statistieken

### Grand Prix

#### Per seizoen
| Seizoen | Klasse | Motor  | Team                                                  | Races | Winst | Podiums | Poles | SR | Ptn | Pos |
| ------- | ------ | ------ | ----------------------------------------------------- | ----- | ----- | ------- | ----- | -- | --- | --- |
| 2017    | Moto3  | KTM    | Platinum Bay Real Estate                              | 3     | 0     | 0       | 0     | 1  | 13  | 27e |
| 2017    | Moto3  | KTM    | Cuna de Campeones                                     | 1     | 0     | 0       | 0     | 0  | 0   | 27e |
| 2018    | Moto3  | KTM    | Bester Capital Dubai                                  | 17    | 0     | 0       | 0     | 2  | 76  | 13e |
| 2019    | Moto3  | KTM    | Bester Capital Dubai                                  | 17    | 1     | 4       | 1     | 1  | 121 | 9e  |
| 2020    | Moto3  | Honda  | Leopard Racing                                        | 15    | 2     | 3       | 1     | 2  | 140 | 6e  |
| 2021    | Moto3  | KTM    | Red Bull KTM Ajo                                      | 18    | 1     | 4       | 2     | 2  | 171 | 4e  |
| 2022    | Moto3  | KTM    | Red Bull KTM Ajo                                      | 20    | 2     | 6       | 0     | 6  | 177 | 6e  |
| 2023    | Moto3  | Honda  | Leopard Racing                                        | 20    | 4     | 10      | 6     | 1  | 274 | 1e  |
| 2024    | Moto2  | Kalex  | Pertamina Mandalika Gas Up Team Preicanos Racing Team | 19    | 0     | 0       | 0     | 0  | 6   | 28e |
| Totaal  | Totaal | Totaal | Totaal                                                | 130   | 10    | 27      | 10    | 15 | 978 |     |

#### Per klasse
| Klasse | Seizoenen | 1e GP           | 1e podium       | 1e winst        | Races | Winst | Podiums | Poles | SR | Ptn | Kampioen |
| ------ | --------- | --------------- | --------------- | --------------- | ----- | ----- | ------- | ----- | -- | --- | -------- |
| Moto3  | 2017-2023 | Oostenrijk 2017 | Argentinië 2019 | Argentinië 2019 | 111   | 10    | 27      | 10    | 15 | 972 | 1        |
| Moto2  | 2024      | Qatar 2024      |                 |                 | 19    | 0     | 0       | 0     | 0  | 6   | 0        |
| Totaal | 2017-2024 | 2017-2024       | 2017-2024       | 2017-2024       | 130   | 10    | 27      | 10    | 15 | 978 | 1        |

#### Races per jaar
(vetgedrukt betekent pole positie; cursief betekent snelste ronde)
| Jaar | Klasse | Motor | 1       | 2       | 3       | 4       | 5       | 6       | 7       | 8       | 9      | 10      | 11      | 12      | 13      | 14      | 15      | 16      | 17      | 18     | 19      | 20     | Pos | Ptn |
| ---- | ------ | ----- | ------- | ------- | ------- | ------- | ------- | ------- | ------- | ------- | ------ | ------- | ------- | ------- | ------- | ------- | ------- | ------- | ------- | ------ | ------- | ------ | --- | --- |
| 2017 | Moto3  | KTM   | QAT     | ARG     | AME     | SPA     | FRA     | ITA     | CAT     | NED     | DUI    | TSJ     | OOS 9   | GBR DNF | SMR 10  | ARA 21  | JPN     | AUS     | MAL     | VAL    |         |        | 27  | 13  |
| 2018 | Moto3  | KTM   | QAT 12  | ARG DNF | AME 21  | SPA 5   | FRA 10  | ITA DNF | CAT DNF | NED 4   | DUI 6  | TSJ 17  | OOS 6   | GBR C   | SMR DNF | ARA 9   | THA 17  | JPN 11  | AUS DNF | MAL    | VAL 6   |        | 13  | 76  |
| 2019 | Moto3  | KTM   | QAT DNF | ARG 1   | AME 2   | SPA DNF | FRA 12  | ITA 3   | CAT DNF | NED DNF | DUI 16 | TSJ 4   | OOS DNF | GBR 11  | SMR 4   | ARA DNF | THA     | JPN 7   | AUS DNF | MAL 3  | VAL DNS |        | 9   | 121 |
| 2020 | Moto3  | Honda | QAT 4   | SPA 10  | AND DNF | TSJ DNF | OOS 2   | STI 14  | SMR 7   | EMI 5   | CAT 7  | FRA 4   | ARA 1   | TER 1   | EUR DNF | VAL 9   | POR DNF |         |         |        |         |        | 6   | 140 |
| 2021 | Moto3  | KTM   | QAT 1   | DOH 9   | POR 9   | SPA 21  | FRA DNF | ITA 2   | CAT 4   | DUI DNF | NED 20 | STI 4   | OOS 6   | GBR 6   | ARA 10  | SMR 5   | AME 4   | EMI 2   | ALG 19  | VAL 3  |         |        | 4   | 171 |
| 2022 | Moto3  | KTM   | QAT DNF | INA 7   | ARG DNF | AME 1   | POR 2   | SPA 3   | FRA 1   | ITA 17  | CAT 8  | DUI 12  | NED DNF | GBR 2   | OOS 18  | SMR 2   | ARA 8   | JPN DNF | THA 8   | AUS 15 | MAL 4   | VAL 22 | 6   | 177 |
| 2023 | Moto3  | Honda | POR 5   | ARG DNF | AME 2   | SPA 3   | FRA 3   | ITA 5   | DUI 6   | NED 1   | GBR 18 | OOS DNF | CAT 2   | SMR 2   | IND 1   | JPN 1   | INA 6   | AUS 8   | THA 4   | MAL 3  | QAT 1   | VAL 13 | 1   | 274 |
| 2024 | Moto2  | Kalex | QAT 25  | POR 21  | AME 19  | SPA DNF | FRA 16  | CAT 13  | ITA 21  | NED 24  | DUI 15 | GBR DNF | OOS 19  | ARA 19  | SMR 24  | EMI DNF | INA DNF | JPN 24  | AUS DNF | THA 17 | MAL 16  | SOL 14 | 28  | 6   |